# Carnets secrets des ninjas
Pour plus de détails, voir Fiche technique et Distribution.
Carnets secrets des ninjas (忍者武芸帳, Ninja bugei-chō) est un film japonais réalisé par Nagisa Ōshima, sorti en 1967. C'est l'adaptation du manga du même titre par Sanpei Shirato.

## Synopsis
Le fils d’un seigneur féodal assassiné rencontre un ninja renégat aidant les paysans à se rebeller contre le régime d’Oda Nobunaga...

## Fiche technique
- Titre : Carnets secrets des ninjas
- Titre original : 忍者武芸帳 (Ninja bugei-chō)
- Réalisation : Nagisa Ōshima
- Scénario : Nagisa Ōshima et Mamoru Sasaki d'après le manga de Sanpei Shirato
- Société de production : Oshima Productions
- Pays d'origine : Japon
- Format : Noir et blanc - Mono - 35 mm
- Genre : Drame
- Durée : 135 minutes
- Date de sortie : 1967